# Rimske terme, Varna
Rimske terme (bolgarsko Римски терми, latinizirano: Rimski termi) so kompleks starorimskih kopeli (term) v črnomorskem pristaniškem mestu Varna v severovzhodni Bolgariji. Rimske terme so v jugovzhodnem delu sodobnega mesta, ki je bilo pod Rimskim cesarstvom znano kot Odesus. Terme so bile zgrajene v poznem 2. stoletju našega štetja in se uvrščajo med četrte največje ohranjene rimske terme v Evropi in največje na Balkanu.

## Zgodovina
Starodavna Varna, najprej tračanska naselbina in nato starogrška kolonija, je leta 15 našega štetja postala del Rimskega cesarstva in je bila dodeljena provinci Mezija z določeno stopnjo lokalne avtonomije. Rimske terme v Varni so bile zgrajene proti koncu 2. stoletja in so ostale v uporabi približno sto let, do poznega 3. stoletja. Med ruševinami term so odkrili kovance rimskega cesarja Septimija Severja (vladal 193–211). Veliko kasneje, v 14. stoletju, so bile ruševine rimskih term kraj obrtniških delavnic.
Ruševine je leta 1906 kot starodavni objekt prvič znanstveno prepoznal avstro-ogrski raziskovalec E. Kalinka. Najdišče sta nadalje raziskala češko-bolgarska arheologa brata Karel in Hermann Škorpil. Nadaljnje dele ruševin je med letoma 1959 in 1971 odkrila ekipa pod vodstvom M. Mircheva. Avgusta 2013 je občina Varna naročila nujni projekt rekonservacije Rimskih term v vrednosti 125.000 bolgarskih levov.

## Postavitev
Ostanki rimskih term ležijo v jugovzhodnem delu današnje Varne, na križišču ulic San Stefano in Han Krum. Imajo površino okoli 7000 m², oboki pa segajo do 20–22 m v višino. Po površini so rimske terme v Varni četrte največje med ohranjenimi termami v Evropi, za Karakalovimi in Dioklecijanovimi termami v cesarski prestolnici Rimu ter termami v Trierju. Terme so največja ohranjena starodavna zgradba v današnji Bolgariji.
Rimske terme v Varni imajo celo vrsto objektov, vključno z apoditerijem (slačilnica), frigidarijem (hladen bazen), tepidarijem (topel bazen) in kaldarijem (vroč bazen) ter palestro (prostor z družabnimi in atletske funkcije). Ogrevanje je potekalo s pomočjo hipokavsta, cevnega talnega ogrevanja.